# Cerionesta
Cerionesta is een geslacht van spinnen uit de familie springspinnen (Salticidae).

## Soorten
De volgende soorten zijn bij het geslacht ingedeeld:
- Cerionesta luteola (Peckham & Peckham, 1893)